# Maurus Schifferli
Maurus Schifferli (* 11. Januar 1973 in Wilderswil) ist ein Schweizer Landschaftsarchitekt und Universitätsprofessor.

Landschaftsreparatur, Borneo

## Werdegang
Maurus Schifferli absolvierte 1994 eine vierjährige Lehre als Landschaftsbauzeichner bei Kienast Vogt Partner in Zürich und Bern und studierte von 1995 bis 2000 Landschaftsarchitektur an der Hochschule Rapperswil. 1999 arbeitete er im Büro für Gestaltung in München und gründete 2000 mit Simon Schöni das Landschaftsarchitekturbüro 4d in Bern und 2014 ein eigenes Landschaftsarchitekturbüro, das in Bern, Basel und Jakarta vertreten ist. Maurus Schifferli ist Mitglied im SIA. Schifferli lehrte bei Eberhard Stauss an der Akademie der Bildenden Künste München (1999), bei Valerio Olgiati an der Accademia di Architettura Mendrisio (2002), an der Fachhochschule Erfurt (2005), an der Berner Fachhochschule Burgdorf (2005–17), bei Raphael Zuber an der ETH Zürich (2018) und seit 2025 am KIT. Maurus Schifferli wurde 2018 zur Architekturbiennale Venedig eingeladen.

## Landschaftsarchitektur
Realisierungen:
- 2000–02: Strandbad Biel

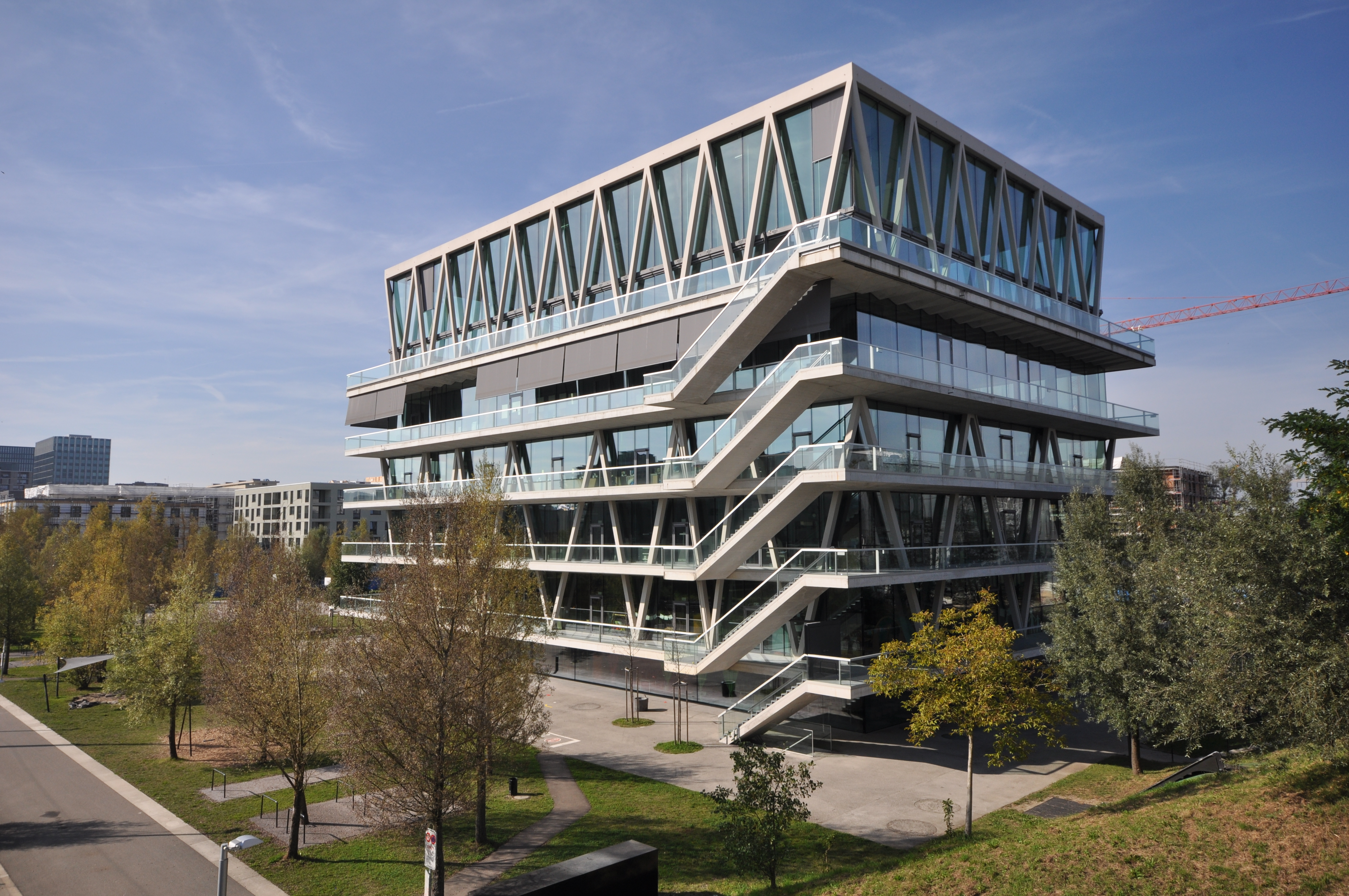
Schulhaus Leutschenbach, Zürich

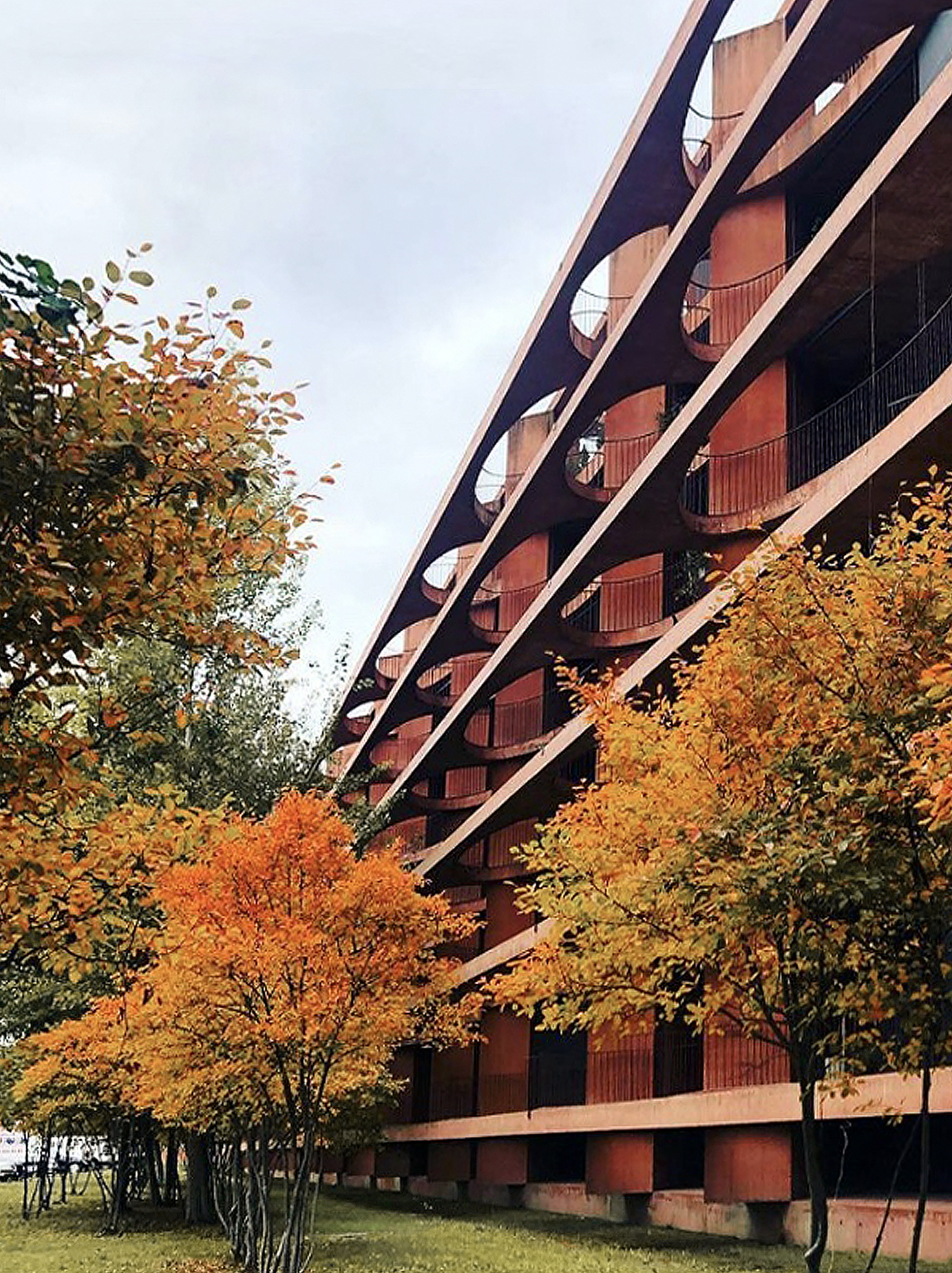
Zug-Schleife, Zug

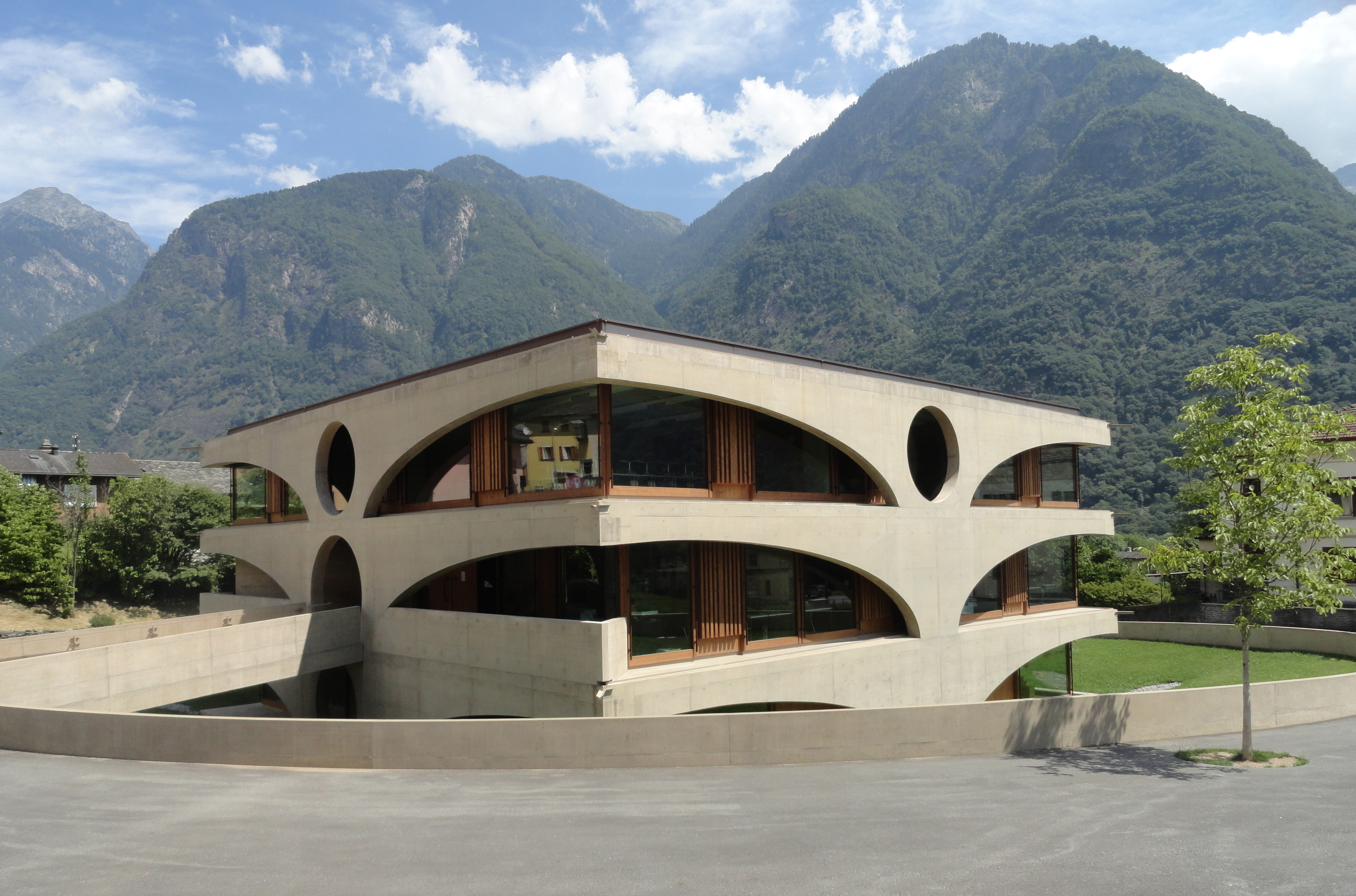
Schulhaus Grono

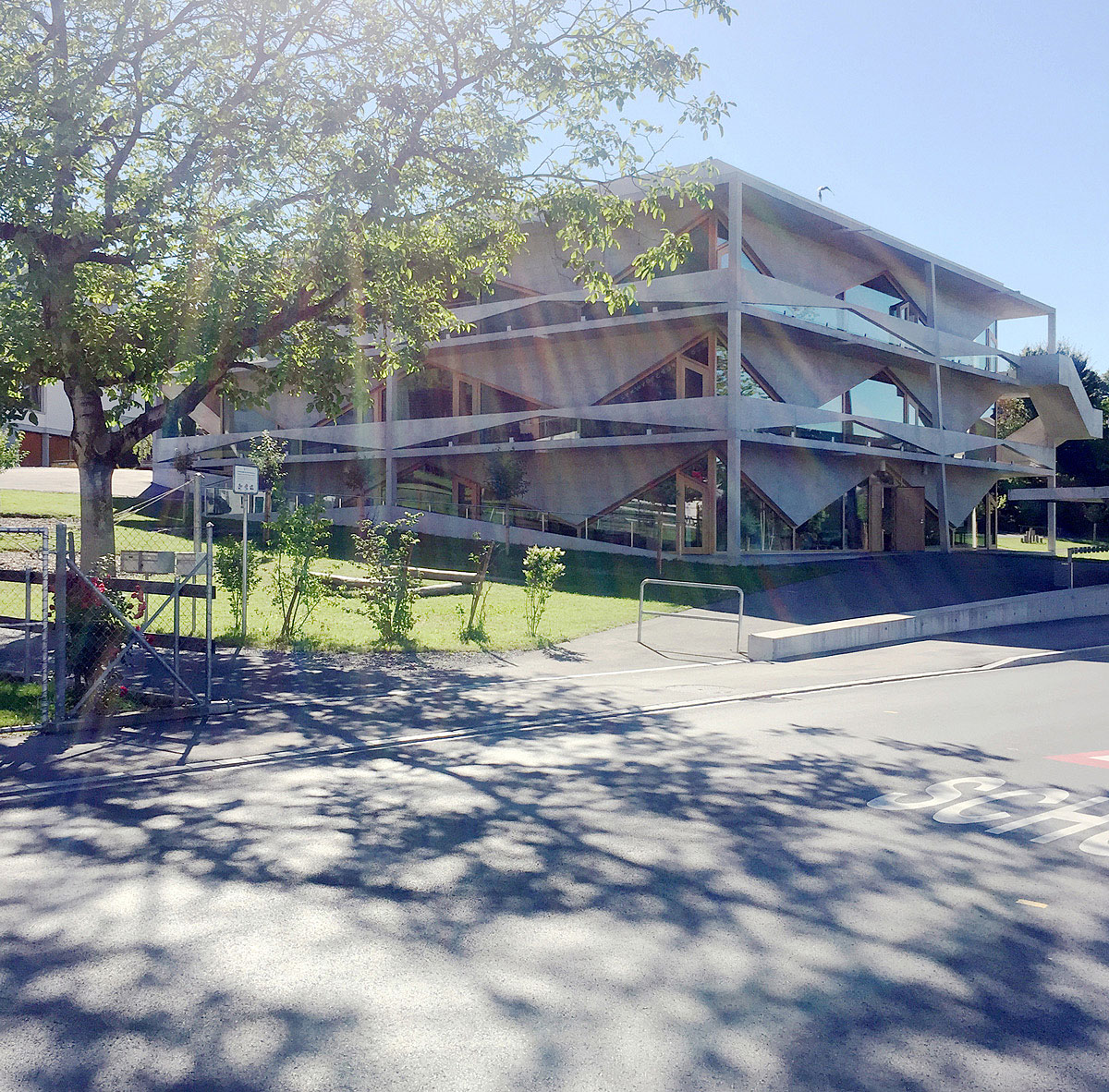
Schulhaus Buechen, Thal

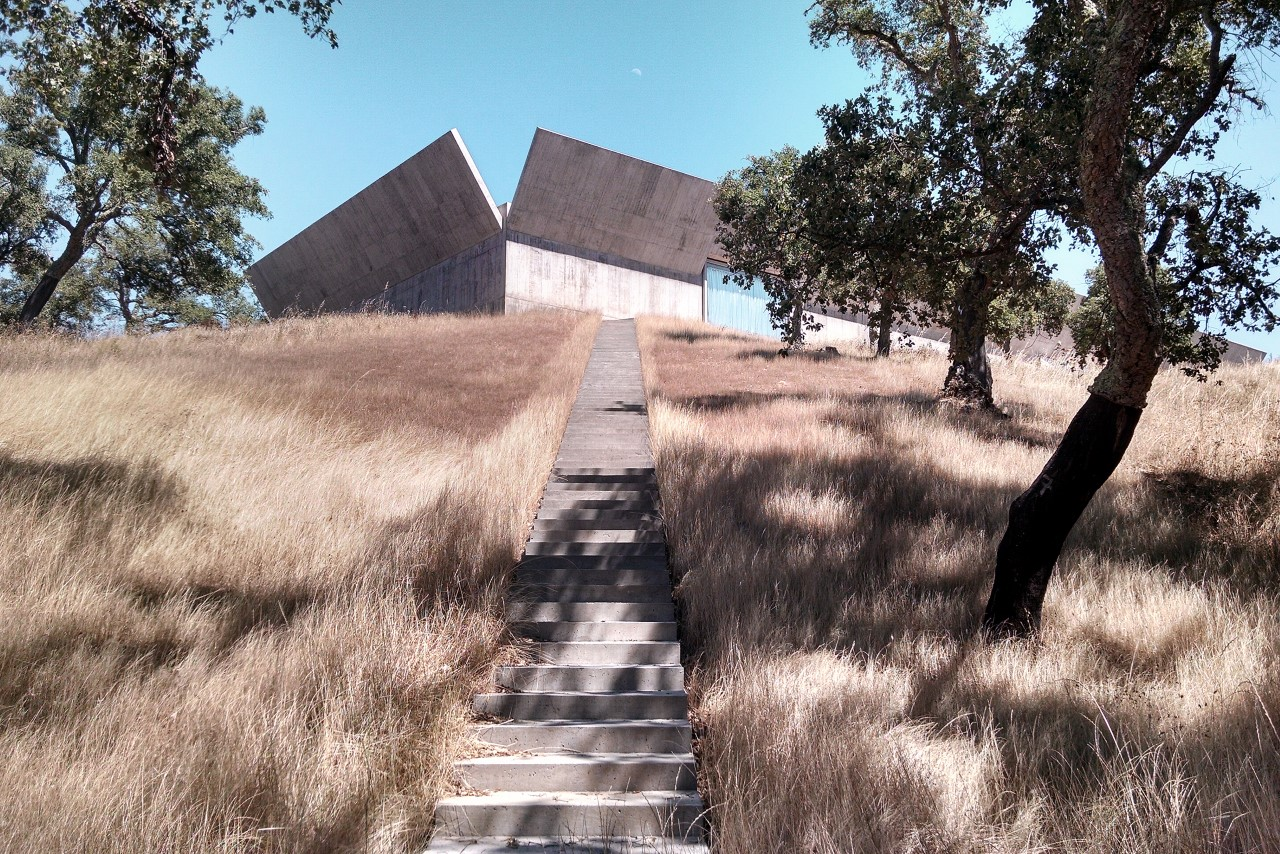
Villa Além, São Francisco da Serra

- 2003–05: Jardins de l’Hôtel de Ville et de l’Hôtel de la Poste, Sierre[2]
- 2004–09: Schulhaus Leutschenbach, Zürich (Architektur: Christian Kerez, Mitarbeit: Florian Sauter und Bauingenieur Joseph Schwartz)[3][4]
- 2006–11: Zug-Schleife, Zug (Architektur: Valerio Olgiati und Bauingenieure Conzett Bronzini Gartmann)
- 2007–11: Schulhaus Grono (Architektur: Raphael Zuber und Bauingenieure Conzett Bronzini Gartmann)[5][6]
- 2009–11: Bernstrasse, Burgdorf (Architektur: Burkard Meyer)
- 2008–12: Sanierung und Erweiterung Pavillonschule Gönhard, Aarau (von Hans Hauri, Architektur: Roger Boltshauser)[7]
- 2009–13: Schulhaus Buechen, Thal (Architektur: Angela Deuber und Bauingenieure Conzett Bronzini Gartmann)[8]
- 2014: Villa Além, São Francisco da Serra (Architektur: Valerio Olgiati)
- 2007–2014: Siedlung Grünmatt der FGZ, Zürich (Architektur: Graber Pulver)[9]
- 2015: Pfarrhaus Trub (Architektur: Roger Boltshauser)
- 2012–15: Wohnüberbauung RIVA, Basel (Architektur: Jessen Vollenweider)
- 2016–18: Zwei Mehrfamilienhäuser, Bern (Architektur: Atelier Scheidegger Keller)
- 2016–21: Werkhof, Bülach (Architektur: Felgendreher Olfs Köchling)[10]
- 2016–22: Tropische Freiflughallen im Zoo, Basel (Architektur: Peter Stiner)[11]
- 2019–24: Thürwachterhaus, Ingolstadt[12][13][14][15][16][17][18][19]
- 2019–24: Werkhof, Uri (Architektur: Felgendreher Olfs Köchling)[10]
- 2018–25: House with two courtyards, Bad Kötzting[20]
- 2018–26: Hallenbad Gossau (Architektur: Raphael Zuber und Bauingenieure Ferrari Gartmann)[21]
- seit 2018: Tagungszentrum Landwirtschaftliches Bildungs- und Beratungszentrum, Plantahof (Architektur: Nickisch Walder)
- seit 2018: Umfeld Bahnhof Bern, Bern (Architektur: Aebi & Vincent Architekten)
- seit 2020: Landschaftsreparatur, Bukit Piton, Borneo und Malaysia[22]
- seit 2021: Charité Mitte, Berlin (Architektur: Silvia Gmür Reto Gmür)
- seit 2021: Erweiterung Charité Campus Benjamin Franklin, Berlin (Architektur: Silvia Gmür Reto Gmür)[23]
- seit 2024: Colentina Lakes, Bukarest (Architektur: Raphael Zuber, Laura Cristea und Beros Abdul)[24]

Entwürfe:
- 2002: Erweiterung Kantonsschule Freudenberg, Zürich (Architektur: Christian Kerez, Mitarbeit: Florian Sauter und Bauingenieur: Joseph Schwartz)[25]
- 2005–06: Werkbundsiedlung Wiesenfeld, München (Architektur: Christian Kerez und Bauingenieur: Joseph Schwartz)[26]
- 2012: SUPSI Universität, Mendrisio (Architektur: Raphael Zuber)
- 2012: Abdankungshalle, Steinhausen (Architektur: Raphael Zuber)
- 2012: Schulhaus Erlenmatt, Basel (Architektur: Raphael Zuber)
- 2017: Städtischer Wohnungsbau, Wil (Architektur: Pascal Flammer)
- 2021: Beiertheimer Allee Bürogebäude, Karlsruhe (Architektur: Valerio Olgiati)
- 2021: Universitätscampus, St. Gallen (Architektur: Pascal Flammer)[27]

## Ehrungen und Preise
- 2005: Hase in Silber für Jardins de l’Hôtel de Ville et de l’Hôtel de la Poste, Sierre[28]
- 2005: Wakkerpreis für neue Regionalbahnhöfe der SBB, Zäziwil
- 2007: Reisestipendium des Kantons Bern für Bildende Kunst und Architektur – Studium der Position und des Werkes von Geoffrey Bawa in Sri Lanka
- 2009: Hase in Gold für Schulhaus Leutschenbach, Zürich[29]
- 2013: Eidgenössischer Denkmalpreis für Sanierung und Erweiterung Pavillonschule Gönhard, Aarau
- 2013: Auszeichnung für gute Bauten Graubünden für Schulhaus Grono
- 2014: Wakkerpreis für Sanierung und Erweiterung Pavillonschule Gönhard, Aarau
- 2015: Auszeichnung für gute Bauten im Kanton Zug 2006–2015 für Zug-Schleife, Zug
- 2015: Hase in Bronze für Europaplatz, Bern[30]
- 2016: Auszeichnung für gute Bauten in der Stadt Zürich 2011–2015 für Siedlung Grünmatt der FGZ, Zürich
- 2017: Architekturpreis Beton für Schulhaus Buechen Thal
- 2017: Hase in Silber für Garten Pfarrhaus, Trub
- 2018: ATU PRIX für STEK 2016, Bern[31]
- 2021: ATU PRIX für Wohnüberbauung Zwyssigstrasse, Bern[32]
- Garten des Rathaus Sierre ist Baudenkmal in Sierre

## Zitate
- „Meine Gärten sind physische Manifestationen und Verortungen meines Verständnisses der Dinge und somit treue Vermittler meiner Gedanken, meiner Träume, meiner Existenz.“
- „Jeden Tag von neuem offenbart sich meinen Augen das geheimnisvolle Schauspiel des Lebens und die unermessliche Schönheit der Natur.“
- „Die Natur hat uns einst Gärten geschenkt, nun werden Gärten zu Archiven, die es uns erlauben, Landschaften zu reparieren.“
- „Meine Arbeit steht symbolisch für unerschöpfliche und grenzenlose Bedeutungen, deren Sprache Andeutungen und Suggestionen auf etwas Unaussprechliches formuliert und stets in ihrer Tiefe ist.“

## Ausstellungen
- 2018: Architekturbiennale Venedig - BEJOND OBJECT AND ABSTRACTION, GAA Foundation, European Cultural Centre

## Vorträge
- 2016: IBA-Talk: FREIRAUM UNTER DRUCK - Nutzungsansprüche und Gestaltungsoptionen

## Bücher
- Maurus Schifferli (Hrsg.): Strategien in der Landschaftsarchitektur. About Bocks, Zürich/Berlin, 2022 mit Beiträgen von Markus Peter und Christoph Schläppi[33]
- Maurus Schifferli und Simon Schöni (Hrsg.): 4d Landschaftsarchitekten. Edition Dino Simonett, Zürich 2013 mit Fotografien von Milo Keller und einem Beitrag von Christoph Schläppi, Gestaltung: Dino Simonett, Bruno Margreth

Beiträge
- Time Space Existence, «Biennale di Venezia». Beitrag von Maurus Schifferli: Beyound Object and Abstraction, 2018